# Yumurí y sus Hermanos
Yumurí y sus Hermanos es una banda cubana de formada por Moisés Valle (Yumuri) en septiembre de 1992. Toca con tres de sus cuatro hermanos. En 1993 ganaron precios de la mejor banda nueva del año en la emisión de televisión cubana “Mi Salsa”.
Orlando Valle "Marácas", antes miembro de Irakere, escribe los arreglos.
En 1994 la banda tocó en Japón. En 1997 Yumurí tocó en el espectáculo Cuba Tropical en Japón, Venezuela, Panamá, Estados Unidos, México, Suiza y Francia.

## Discografía
- Cocodrilo de Agua Salá Magic Music / España. 1993.

- Provocación Victor Entertainment / Japón. 1996.

- Olvídame si puedes Bis Music / Cuba. 1999.

- Bilongo 2002.

- Salsa y Candela 2004.

- Casa De La Música Bis Music / Cuba. CD/DVD 2005.

- Datos: Q452989